# آرلینگتون آنتبلوم

موقعیت آرلینگتون آنتبلوم در ایالت آلاباما

آرلینگتون آنتبلوم یا آرلینگتون آنتبلوم هوم اند گاردنز (به انگلیسی: Arlington Antebellum Home & Gardens) خانه‌ای است که در سابق کاربرد زراعی داشته و کاربری آن مزرعه بوده‌است. مساحت محوطه این خانه ۶ جمعاً" جریب (۲۴٬۰۰۰ مترمربع) می‌باشد. موقعیت این خانه برمینگهم، آلاباما می‌باشد. ساختار این خانه به شکل دو طبقه می‌باشد که بین سال‌های ۱۸۴۵ تا ۱۸۵۰ بنا شده‌است. سبک معماری این خانه سبک یونانی و فدرال است. از ساختمان خانه به عنوان موزه آثار هنری استفاده می‌شود. مبلمان، اسباب، پرده‌ها، نقره‌جات و نقاشی‌های خانه مجموعه‌ای متعلق به سده نوزدهم میلادی می‌باشد. این خانه به عنوان یک خانه باغ یا اتاق آفتاب و به منظور انجام مراسم‌ها و تشریفات ویژه اختصاص پیدا کرده است. این سرا در ۲ دسامبر ۱۹۷۰ به عنوان مکان‌های تاریخی ملی آمریکا ثبت شده‌است.  در سال 1953، یک گروه شهروندی و شهر بیرمنگام برای خرید آرلینگتون پول جمع آوری کردند.